# Carlos Sala
Carlos Sala Molera (spanisch) oder Carles Sala i Molera (katalanisch) (* 20. März 1960 in Barcelona) ist ein ehemaliger spanischer Leichtathlet, der sich auf den 110-Meter-Hürdenlauf, beziehungsweise den 60-Meter-Hürdenlauf in der Halle, spezialisiert hatte. Er gewann je eine Bronzemedaille bei Europameisterschaften und bei Halleneuropameisterschaften. Hinzu kamen zwei Silbermedaillen bei Mittelmeerspielen.

## Sportliche Laufbahn
Carlos Sala war von 1986 bis 1993 siebenmal spanischer Meister über 110 Meter Hürden, nur 1987 siegte Javier Moracho, der von 1978 bis 1987 acht Meistertitel gewann. In der Halle war Moracho von 1977 bis 1987 über 60 Meter Hürden ebenfalls achtmal erfolgreich, Carlos Sala überbot ihn mit zehn Meistertiteln von 1983 bis 1997.
1979 belegte Sala über 110 Meter Hürden den fünften Platz bei den Junioreneuropameisterschaften. Im Jahr darauf bei den Olympischen Spielen in Moskau schied Sala als Siebter seines Halbfinales aus, während Moracho den Endlauf erreichte und Siebter wurde. 1983 bei den Mittelmeerspielen in Casablanca siegte Moracho in 13,54 Sekunden vor Sala in 13,55 Sekunden. Bei den Olympischen Spielen 1984 in Los Angeles war Carlos Sala einziger Spanier im Finale, in 13,80 Sekunden lief er auf den siebten Platz.
1985 belegte Sala den vierten Platz bei der Universiade in Kōbe. Ebenfalls Vierter wurde Sala Anfang 1986 bei den Halleneuropameisterschaften in Madrid. Im Freien bei den Europameisterschaften in Stuttgart siegte der Franzose Stéphane Caristan vor dem Finnen Arto Bryggare. In 13,50 Sekunden erlief Sala die Bronzemedaille mit 0,02 Sekunden Vorsprung vor dem Briten Nigel Walker. 1987 belegte Sala in 13,55 Sekunden den sechsten Platz bei den Weltmeisterschaften in Rom. Bei den Mittelmeerspielen in Latakia erreichte Sala das Finale, wird aber nicht in der Ergebnisliste geführt. 1988 gewann Sala die Bronzemedaille bei den Halleneuropameisterschaften in Budapest hinter dem Tschechoslowaken Aleš Höffer und dem Briten Jon Ridgeon. Im September bei den Olympischen Spielen in Seoul wurde Sala Sechster in seinem Halbfinallauf.
1989 bei den Halleneuropameisterschaften in Den Haag belegte Sala den fünften Platz. Zwei Wochen später schied er bei den Hallenweltmeisterschaften in Budapest im Halbfinale aus. 1990 kam Sala sowohl bei den Halleneuropameisterschaften in Glasgow als auch bei den Europameisterschaften in Split nicht über das Halbfinale hinaus. 1991 gewann Sala noch einmal eine internationale Medaille und wurde bei den Mittelmeerspielen in Athen Zweiter hinter dem Franzosen Dan Philibert. Bei seiner vierten Olympiateilnahme 1992 in Barcelona schied Sala im Viertelfinale aus, für die Halbfinalteilnahme fehlten ihm 0,03 Sekunden. Vier Jahre später bei den Olympischen Spielen in Atlanta schied Sala bereits im Vorlauf aus. Sala blieb noch bis 2000 aktiv, vordere Platzierungen bei internationalen Meisterschaften gelangen ihm nicht mehr.

## Persönliche Bestzeiten
- 60 Meter Hürden (Halle): 7,66 Sekunden, 17. Februar 1988, Valencia
- 110 Meter Hürden: 13,44 Sekunden, 16. August 1987, Barcelona